# Chris Bedia
Chris Bedia (* 5. März 1996 in Abidjan) ist ein ivorischer Fußballspieler, der als Leihspieler des 1. FC Union Berlin bei BSC Young Boys unter Vertrag steht.

## Karriere

### Tours FC
Bedia begann seine Karriere mit 18 Jahren beim Tours FC in der Ligue 2. Trotz einem Doppelpack gegen Stade Brest schaffte er es nicht sich durchzusetzen und wechselte so zu Sporting Charleroi.

### Sporting Charleroi
Nach seinem Wechsel nach Belgien, spielte Bedia eine gute erste Saison, wurde jedoch danach kaum mehr eingesetzt. Er wurde deshalb zuerst an SV Zulte Waregem verliehen. In 17 Spielen schaffte er jedoch kein einziges Tor und kam zurück zu Charleroi. Nach dem Trainerwechsel wurde er dort zwar öfters eingesetzt, dennoch verlieh ihn der Verein am 14. August 2019 an ES Troyes AC. Auch dort wurde die Kaufoption nicht gezogen, Bedia kehrte erneut zu Charleroi zurück. 
Ein weiteres Mal wurde er zum FC Sochaux verliehen. Dort spielte er eine starke Saison, so interessierte sich der Montpellier HSC für eine Verpflichtung des Stürmers.

### Servette FC
Am 14. Januar 2022 verließ Bedia endgültig Charleroi und unterschrieb einen Vertrag mit dem Schweizer Erstligisten Servette FC, für den er in der Rückrunde der Saison 2021/22 drei Tore in 14 Punktspielen erzielte. In der Folgesaison erzielte er in 23 Punktspielen 12 Tore und stellte in beiden Kategorien seinen Bestwert in drei Jahren auf.

### 1. FC Union Berlin
Für den Bundesligisten debütierte er am 24. Januar 2024 (nachgeholter 13. Spieltag) bei der 0:1-Niederlage im Auswärtsspiel gegen den FC Bayern München mit Einwechslung für Janik Haberer ab der 78. Minute. Sein erstes Bundesligator erzielte er am 5. Mai 2024 (32. Spieltag) bei der 3:4-Niederlage im Heimspiel gegen den VfL Bochum mit dem Anschlusstreffer zum 2:3 in der 63. Minute.

### Hull City
Im August 2024 wechselte Bedia auf Leihbasis zum englischen Zweitligisten Hull City.

### BSC Young Boys
Im Februar 2025 setzte er die Leihe beim BSC Young Boys fort.